# 1. Fußball-Club Kaiserslautern 2019-2020
Questa voce raccoglie le informazioni riguardanti il 1. Fußball-Club Kaiserslautern nelle competizioni ufficiali della stagione 2019-2020.

## Stagione
Nella stagione 2019-2020 il Kaiserslautern, allenato da Sascha Hildmann e Boris Schommers, concluse il campionato di 3. Liga al 10º posto. In Coppa di Germania il Kaiserslautern fu eliminato agli ottavi di finale dal Fortuna Düsseldorf.

## Rosa
| N. |                     | Ruolo | Calciatore            |
| -- | ------------------- | ----- | --------------------- |
| 1  | Germania (bandiera) | P     | Lennart Grill         |
| 1  | Germania (bandiera) | P     | Avdo Spahic           |
| 5  | Germania (bandiera) | D     | Kevin Kraus           |
| 6  | Turchia (bandiera)  | C     | Hikmet Çiftçi         |
| 7  | Namibia (bandiera)  | C     | Manfred Starke        |
| 8  | Germania (bandiera) | C     | Gino Fechner          |
| 9  | Germania (bandiera) | A     | Timmy Thiele          |
| 10 | Germania (bandiera) | C     | Simon Skarlatidis     |
| 11 | Germania (bandiera) | A     | Florian Pick          |
| 13 | Germania (bandiera) | P     | Jonas Weyand          |
| 14 | Germania (bandiera) | A     | Dylan Esmel           |
| 15 | Germania (bandiera) | C     | Luca Jensen           |
| 16 | Germania (bandiera) | C     | Theodor Bergmann      |
| 17 | Germania (bandiera) | A     | Christoph Hemlein     |
| 18 | Germania (bandiera) | A     | Lucas Röser           |
| 19 | Islanda (bandiera)  | A     | Andri Rúnar Bjarnason |
| 20 | Germania (bandiera) | D     | Dominik Schad         |
| 21 | Germania (bandiera) | D     | Hendrick Zuck         |

| N. |                     | Ruolo | Calciatore           |
| -- | ------------------- | ----- | -------------------- |
| 23 | Germania (bandiera) | C     | Philipp Hercher      |
| 24 | Germania (bandiera) | A     | Christian Kühlwetter |
| 25 | Germania (bandiera) | C     | Carlo Sickinger      |
| 26 | Germania (bandiera) | C     | Janik Bachmann       |
| 27 | Germania (bandiera) | C     | Mohamed Morabet      |
| 28 | Germania (bandiera) | D     | Lukas Gottwalt       |
| 29 | Germania (bandiera) | D     | Alexander Nandzik    |
| 30 | Germania (bandiera) | D     | Leon Hotopp          |
| 31 | Germania (bandiera) | P     | Lorenz Otto          |
| 33 | Lituania (bandiera) | A     | Lukas Spalvis        |
| 34 | Germania (bandiera) | C     | Constantin Fath      |
| 35 | Canada (bandiera)   | D     | André Hainault       |
| 36 | Germania (bandiera) | C     | Anas Bakhat          |
| 37 | Germania (bandiera) | D     | Jonas Scholz         |
| 38 | Germania (bandiera) | C     | Antonio Jonjic       |
| 39 | Germania (bandiera) | C     | Anil Gözütok         |
| 40 | Germania (bandiera) | P     | Matheo Raab          |
| 40 | Germania (bandiera) | P     | Jan-Ole Sievers      |

## Organigramma societario
Area tecnica
- Allenatore: Boris Schommers
- Allenatore in seconda: Kevin McKenna
- Preparatore dei portieri: Sven Höh
- Preparatori atletici: Bastian Becker

## Calciomercato

### Sessione estiva
| Acquisti | Acquisti              | Acquisti           | Acquisti |
| R.       | Nome                  | da                 | Modalità |
| -------- | --------------------- | ------------------ | -------- |
| A        | Lucas Röser           | Dinamo Dresda      |          |
| C        | Janik Bachmann        | Kickers Würzburg   |          |
| C        | Philipp Hercher       | Sonnenhof G.       |          |
| P        | Avdo Spahic           | Energie Cottbus    |          |
| C        | Anas Bakhat           | Kaiserslautern U19 |          |
| A        | Andri Rúnar Bjarnason | Helsingborg        |          |
| C        | Constantin Fath       | Kaiserslautern U19 |          |
| C        | Anil Gözütok          | Kaiserslautern U19 |          |
| D        | Leon Hotopp           | Kaiserslautern U19 |          |
| D        | José-Junior Matuwila  | Energie Cottbus    |          |
| C        | Simon Skarlatidis     | Kickers Würzburg   |          |
| C        | Manfred Starke        | Carl Zeiss Jena    |          |

| Cessioni | Cessioni          | Cessioni          | Cessioni |
| R.       | Nome              | a                 | Modalità |
| -------- | ----------------- | ----------------- | -------- |
| D        | Özgür Özdemir     | Adanaspor         |          |
| C        | Mads Albæk        | SønderjyskE       |          |
| C        | Julius Biada      | Sandhausen        |          |
| A        | Elias Huth        | Zwickau           |          |
| C        | Jan Löhmannsröben | Wacker Nordhausen |          |

### Sessione invernale
| Acquisti | Acquisti          | Acquisti       | Acquisti |
| R.       | Nome              | da             | Modalità |
| -------- | ----------------- | -------------- | -------- |
| D        | Alexander Nandzik | Jahn Ratisbona |          |
| C        | Hikmet Çiftçi     | Erzgebirge Aue |          |
| P        | Jan-Ole Sievers   | Gifu           |          |

| Cessioni | Cessioni             | Cessioni        | Cessioni |
| R.       | Nome                 | a               | Modalità |
| -------- | -------------------- | --------------- | -------- |
| D        | José-Junior Matuwila | Rot-Weiss Essen |          |
| D        | Janek Sternberg      | Hallescher      |          |

## Risultati

### 3. Liga

#### Girone di andata
| Arbitro: | Jablonski |

|          |           |              |
| Pick 19’ | Marcatori | 50’ Hufnagel |

| Arbitro: | Cortus |

|             |           |                        |
| Gehring 81’ | Marcatori | 5’, 90’ Pick 8’ Thiele |

| Kaiserslautern 30 luglio 2019, ore 19:00 CEST 3ª giornata | Kaiserslautern     | 0 – 0 referto | Ingolstadt 04 | Fritz-Walter-Stadion (17 212 spett.)\| Arbitro: \| Waschitzki-Günther \| |
| Arbitro:                                                  | Waschitzki-Günther |               |               |                                                                          |

| Arbitro: | Heft |

|                                           |           |                     |
| Dadaşov 52’ Scherder 77’ Grill 85’ (aut.) | Marcatori | 45’ Pick 75’ Thiele |

| Arbitro: | Welz |

|  |           |                                                 |
|  | Marcatori | 69’ Feigenspan 76’ Putaro 79’ (rig.) Proschwitz |

| Arbitro: | Koslowski |

|                                         |           |                                                          |
| Viteritti 68’ Huth 72’ Lange 87’ (rig.) | Marcatori | 7’, 52’ Thiele 40’ (aut.) Odabas 71’ Pick 88’ Kühlwetter |

| Arbitro: | Hartmann |

|           |           |           |
| Kraus 34’ | Marcatori | 10’ Korte |

| Arbitro: | Fritsch |

|                                                                          |           |          |
| Rama 3’ (rig.), 66’ (rig.) Amin 20’ Tankulić 26’ Ballmert 52’ Egerer 82’ | Marcatori | 11’ Pick |

| Arbitro: | Stegemann |

|          |           |            |
| Pick 63’ | Marcatori | 78’ Müller |

| Arbitro: | Schröder |

|                                                 |           |               |
| Schad 7’ (aut.) Matuwila 48’ (aut.) Gebhart 52’ | Marcatori | 51’ Sickinger |

| Arbitro: | Reichel |

|                                  |           |                    |
| Hemlein 31’ Pick 69’ Fechner 78’ | Marcatori | 6’ (rig.) Gabriele |

| Arbitro: | Fritz |

|                                          |           |            |
| Daschner 11’ Stoppelkamp 24’ Mickels 52’ | Marcatori | 73’ Thiele |

| Arbitro: | Bacher |

|                                  |           |          |
| Hosiner 9’, 35’ (rig.) Bonga 14’ | Marcatori | 45’ Pick |

| Arbitro: | Weickenmeier |

|                             |           |                                                    |
| Hercher 28’ Skarlatidis 87’ | Marcatori | 13’ (rig.) Vrenezi 47’ (aut.) Hemlein 69’ Pfeiffer |

| Arbitro: | Benen |

|  |           |                                              |
|  | Marcatori | 43’ (aut.) Lukimya 56’ Kühlwetter 65’ Thiele |

| Arbitro: | Schlager |

|                         |           |  |
| Kühlwetter 24’ Pick 41’ | Marcatori |  |

| Arbitro: | Schwengers |

|                            |           |                                                        |
| Wunderlich 70’, 84’ (rig.) | Marcatori | 10’ Bachmann 42’ Kühlwetter 65’ Thiele 88’ Skarlatidis |

| Arbitro: | Hartmann |

|          |           |  |
| Pick 82’ | Marcatori |  |

| Arbitro: | Rafalski |

|            |           |                                     |
| Dajaku 40’ | Marcatori | 19’, 81’ Kühlwetter 86’ Skarlatidis |

#### Girone di ritorno
| Arbitro: | Sather |

|           |           |                |
| Greger 7’ | Marcatori | 51’ Kühlwetter |

| Kaiserslautern 27 gennaio 2020, ore 19:00 CET 21ª giornata | Kaiserslautern | 0 – 0 referto | Sonnenhof G. | Fritz-Walter-Stadion (17 377 spett.)\| Arbitro: \| Zorn \| |
| Arbitro:                                                   | Zorn           |               |              |                                                            |

| Arbitro: | Müller |

|                 |           |            |
| Keller 68’, 90’ | Marcatori | 80’ Thiele |

| Arbitro: | Osmers |

|                |           |                   |
| Kühlwetter 27’ | Marcatori | 21’ Schnellbacher |

| Arbitro: | Gräfe |

|                           |           |  |
| Biankadi 12’ Kijewski 44’ | Marcatori |  |

| Kaiserslautern 22 febbraio 2020, ore 14:00 CET 25ª giornata | Kaiserslautern | 0 – 0 referto | Zwickau | Fritz-Walter-Stadion (15 913 spett.)\| Arbitro: \| Haslberger \| |
| Arbitro:                                                    | Haslberger     |               |         |                                                                  |

| Arbitro: | Reichel |

|              |           |          |
| Schuster 87’ | Marcatori | 73’ Zuck |

| Arbitro: | Stegemann |

|                                     |           |                                        |
| Kraus 6’ Kühlwetter 65’, 68’ (rig.) | Marcatori | 35’ (rig.) Leugers 85’ Düker 86’ Helwe |

| Arbitro: | Gräfe |

|  |           |             |
|  | Marcatori | 5’ Hainault |

| Arbitro: | Kempkes |

|           |           |         |
| Röser 13’ | Marcatori | 31’ Lex |

| Arbitro: | Rafalski |

|            |           |                    |
| Grösch 54’ | Marcatori | 6’, 34’ Kühlwetter |

| Arbitro: | Winter |

|                   |           |                                   |
| Thiele 31’ (rig.) | Marcatori | 9’ Mickels 39’ Vermeij 49’ Jansen |

| Arbitro: | Fritsch |

|                      |           |  |
| Röser 65’ Starke 75’ | Marcatori |  |

| Arbitro: | Osmanagic |

|                             |           |  |
| Herrmann 63’ Sontheimer 74’ | Marcatori |  |

| Arbitro: | Aarnink |

|                                 |           |  |
| Pick 7’, 42’ Röser 72’ Zuck 86’ | Marcatori |  |

| Arbitro: | Schröder |

|                       |           |             |
| Ahlschwede 74’ (rig.) | Marcatori | 39’ Morabet |

| Arbitro: | Exner |

|                                        |           |  |
| Kühlwetter 19’ Hercher 86’ Morabet 90’ | Marcatori |  |

| Arbitro: | Schwengers |

|              |           |            |
| Nietfeld 45’ | Marcatori | 67’ Thiele |

| Arbitro: | Reichel |

|                |           |  |
| Kühlwetter 46’ | Marcatori |  |

### Coppa di Germania
| Arbitro: | Zwayer |

|                            |           |  |
| Starke 63’ (rig.) Pick 90’ | Marcatori |  |

| Arbitro: | Winkmann |

|                                                 |                      |                                            |
| Thiele 8’ (rig.), 74’ (rig.)                    | Marcatori            | 15’ Jäger 89’ Frey                         |
| Kraus Röser Starke Kühlwetter Hemlein Bjarnason | Tiri di rigore 6 – 5 | Geis Hack Dovedan Frey Sørensen Handwerker |

| Arbitro: | Schmidt |

|                            |           |                                                        |
| Kühlwetter 10’, 39’ (rig.) | Marcatori | 9’ Ampomah 49’, 78’ Hennings 65’ Zimmermann 83’ Stöger |

## Statistiche

### Statistiche di squadra
| Competizione      | Punti | In casa | In casa | In casa | In casa | In casa | In casa | In trasferta | In trasferta | In trasferta | In trasferta | In trasferta | In trasferta | Totale | Totale | Totale | Totale | Totale | Totale | DR |
| Competizione      | Punti | G       | V       | N       | P       | Gf      | Gs      | G            | V            | N            | P            | Gf           | Gs           | G      | V      | N      | P      | Gf     | Gs     | DR |
| ----------------- | ----- | ------- | ------- | ------- | ------- | ------- | ------- | ------------ | ------------ | ------------ | ------------ | ------------ | ------------ | ------ | ------ | ------ | ------ | ------ | ------ | -- |
| 3. Liga           | 55    | 19      | 7       | 9       | 3       | 27      | 18      | 19           | 7            | 4            | 8            | 32           | 36           | 38     | 14     | 13     | 11     | 59     | 54     | +5 |
| Coppa di Germania | -     | 3       | 1       | 1       | 1       | 6       | 7       | 0            | 0            | 0            | 0            | 0            | 0            | 3      | 1      | 1      | 1      | 6      | 7      | -1 |
| Totale            | 55    | 22      | 8       | 10      | 4       | 33      | 25      | 19           | 7            | 4            | 8            | 32           | 36           | 41     | 15     | 14     | 12     | 65     | 61     | +4 |

### Andamento in campionato
| Giornata  | 1 | 2 | 3 | 4  | 5  | 6  | 7  | 8  | 9  | 10 | 11 | 12 | 13 | 14 | 15 | 16 | 17 | 18 | 19 | 20 | 21 | 22 | 23 | 24 | 25 | 26 | 27 | 28 | 29 | 30 | 31 | 32 | 33 | 34 | 35 | 36 | 37 | 38 |
| --------- | - | - | - | -- | -- | -- | -- | -- | -- | -- | -- | -- | -- | -- | -- | -- | -- | -- | -- | -- | -- | -- | -- | -- | -- | -- | -- | -- | -- | -- | -- | -- | -- | -- | -- | -- | -- | -- |
| Luogo     | C | T | C | T  | C  | T  | C  | T  | C  | T  | C  | T  | T  | C  | T  | C  | T  | C  | T  | T  | C  | T  | C  | T  | C  | T  | C  | T  | C  | T  | C  | C  | T  | C  | T  | C  | T  | C  |
| Risultato | N | V | N | P  | P  | V  | N  | P  | N  | P  | V  | P  | P  | P  | V  | V  | V  | V  | V  | N  | N  | P  | N  | P  | N  | N  | N  | V  | N  | V  | P  | V  | P  | V  | N  | V  | N  | V  |
| Posizione | 9 | 3 | 5 | 10 | 14 | 10 | 11 | 14 | 15 | 17 | 15 | 16 | 17 | 18 | 16 | 16 | 13 | 11 | 9  | 9  | 10 | 10 | 13 | 14 | 14 | 13 | 14 | 13 | 12 | 12 | 12 | 12 | 12 | 11 | 11 | 10 | 10 | 10 |

Legenda:

Luogo: C = Casa; T = Trasferta. Risultato: V = Vittoria; N = Pareggio; P = Sconfitta.

### Statistiche dei giocatori
| Giocatore      | 3. Liga  | 3. Liga | 3. Liga     | 3. Liga    | Coppa di Germania | Coppa di Germania | Coppa di Germania | Coppa di Germania | Totale   | Totale | Totale      | Totale     |
| Giocatore      | Presenze | Reti    | Ammonizioni | Espulsioni | Presenze          | Reti              | Ammonizioni       | Espulsioni        | Presenze | Reti   | Ammonizioni | Espulsioni |
| -------------- | -------- | ------- | ----------- | ---------- | ----------------- | ----------------- | ----------------- | ----------------- | -------- | ------ | ----------- | ---------- |
| J. Bachmann    | 33       | 1       | 7           | 1          | 2                 | 0                 | 0                 | 0                 | 35       | 1      | 7           | 1          |
| A. Bakhat      | 10       | 0       | 0           | 0          | 0                 | 0                 | 0                 | 0                 | 10       | 0      | 0           | 0          |
| T. Bergmann    | 7        | 0       | 1           | 0          | 0                 | 0                 | 0                 | 0                 | 7        | 0      | 1           | 0          |
| A. Bjarnason   | 10       | 0       | 0           | 0          | 2                 | 0                 | 0                 | 0                 | 12       | 0      | 0           | 0          |
| D. Esmel       | 0        | 0       | 0           | 0          | 0                 | 0                 | 0                 | 0                 | 0        | 0      | 0           | 0          |
| C. Fath        | 0        | 0       | 0           | 0          | 0                 | 0                 | 0                 | 0                 | 0        | 0      | 0           | 0          |
| G. Fechner     | 15       | 1       | 0           | 0          | 2                 | 0                 | 0                 | 0                 | 17       | 1      | 0           | 0          |
| L. Gottwalt    | 4        | 0       | 1           | 0          | 1                 | 0                 | 0                 | 0                 | 5        | 0      | 1           | 0          |
| L. Grill       | 33       | 0       | 5           | 0          | 3                 | 0                 | 1                 | 0                 | 36       | 0      | 6           | 0          |
| A. Gözütok     | 0        | 0       | 0           | 0          | 0                 | 0                 | 0                 | 0                 | 0        | 0      | 0           | 0          |
| A. Hainault    | 23       | 1       | 2           | 0          | 2                 | 0                 | 0                 | 0                 | 25       | 1      | 2           | 0          |
| C. Hemlein     | 12       | 1       | 2           | 1          | 2                 | 0                 | 1                 | 0                 | 14       | 1      | 3           | 1          |
| P. Hercher     | 29       | 2       | 2           | 0          | 2                 | 0                 | 0                 | 0                 | 31       | 2      | 2           | 0          |
| L. Hotopp      | 0        | 0       | 0           | 0          | 0                 | 0                 | 0                 | 0                 | 0        | 0      | 0           | 0          |
| L. Jensen      | 1        | 0       | 0           | 0          | 0                 | 0                 | 0                 | 0                 | 1        | 0      | 0           | 0          |
| A. Jonjic      | 6        | 0       | 0           | 0          | 0                 | 0                 | 0                 | 0                 | 6        | 0      | 0           | 0          |
| K. Kraus       | 31       | 2       | 6           | 0          | 3                 | 0                 | 0                 | 0                 | 34       | 2      | 6           | 0          |
| C. Kühlwetter  | 35       | 14      | 10          | 0          | 3                 | 2                 | 1                 | 0                 | 38       | 16     | 11          | 0          |
| J. Matuwila    | 10       | 0       | 1           | 0          | 1                 | 0                 | 1                 | 0                 | 11       | 0      | 2           | 0          |
| M. Morabet     | 8        | 2       | 1           | 0          | 0                 | 0                 | 0                 | 0                 | 8        | 2      | 1           | 0          |
| A. Nandzik     | 8        | 0       | 0           | 0          | 1                 | 0                 | 0                 | 0                 | 9        | 0      | 0           | 0          |
| L. Otto        | 0        | 0       | 0           | 0          | 0                 | 0                 | 0                 | 0                 | 0        | 0      | 0           | 0          |
| F. Pick        | 38       | 13      | 4           | 0          | 3                 | 1                 | 1                 | 0                 | 41       | 14     | 5           | 0          |
| M. Raab        | 0        | 0       | 0           | 0          | 0                 | 0                 | 0                 | 0                 | 0        | 0      | 0           | 0          |
| L. Röser       | 27       | 3       | 3           | 0          | 2                 | 0                 | 0                 | 0                 | 29       | 3      | 3           | 0          |
| D. Schad       | 33       | 0       | 6           | 0          | 3                 | 0                 | 0                 | 0                 | 36       | 0      | 6           | 0          |
| J. Scholz      | 4        | 0       | 1           | 0          | 0                 | 0                 | 0                 | 0                 | 4        | 0      | 1           | 0          |
| C. Sickinger   | 37       | 1       | 3           | 0          | 3                 | 0                 | 1                 | 0                 | 40       | 1      | 4           | 0          |
| J. Sievers     | 0        | 0       | 0           | 0          | 0                 | 0                 | 0                 | 0                 | 0        | 0      | 0           | 0          |
| S. Skarlatidis | 17       | 3       | 1           | 0          | 1                 | 0                 | 0                 | 0                 | 18       | 3      | 1           | 0          |
| A. Spahic      | 5        | 0       | 0           | 0          | 0                 | 0                 | 0                 | 0                 | 5        | 0      | 0           | 0          |
| L. Spalvis     | 0        | 0       | 0           | 0          | 0                 | 0                 | 0                 | 0                 | 0        | 0      | 0           | 0          |
| M. Starke      | 29       | 1       | 3           | 0          | 2                 | 1                 | 0                 | 0                 | 31       | 2      | 3           | 0          |
| J. Sternberg   | 6        | 0       | 1           | 0          | 0                 | 0                 | 0                 | 0                 | 6        | 0      | 1           | 0          |
| T. Thiele      | 33       | 10      | 5           | 0          | 3                 | 2                 | 0                 | 0                 | 36       | 12     | 5           | 0          |
| J. Weyand      | 0        | 0       | 0           | 0          | 0                 | 0                 | 0                 | 0                 | 0        | 0      | 0           | 0          |
| E. Wohlgemuth  | 0        | 0       | 0           | 0          | 0                 | 0                 | 0                 | 0                 | 0        | 0      | 0           | 0          |
| H. Zuck        | 24       | 2       | 5           | 0          | 1                 | 0                 | 0                 | 0                 | 25       | 2      | 5           | 0          |
| H. Çiftçi      | 15       | 0       | 2           | 1          | 1                 | 0                 | 0                 | 0                 | 16       | 0      | 2           | 1          |